# Viktoriastraße (Düren)

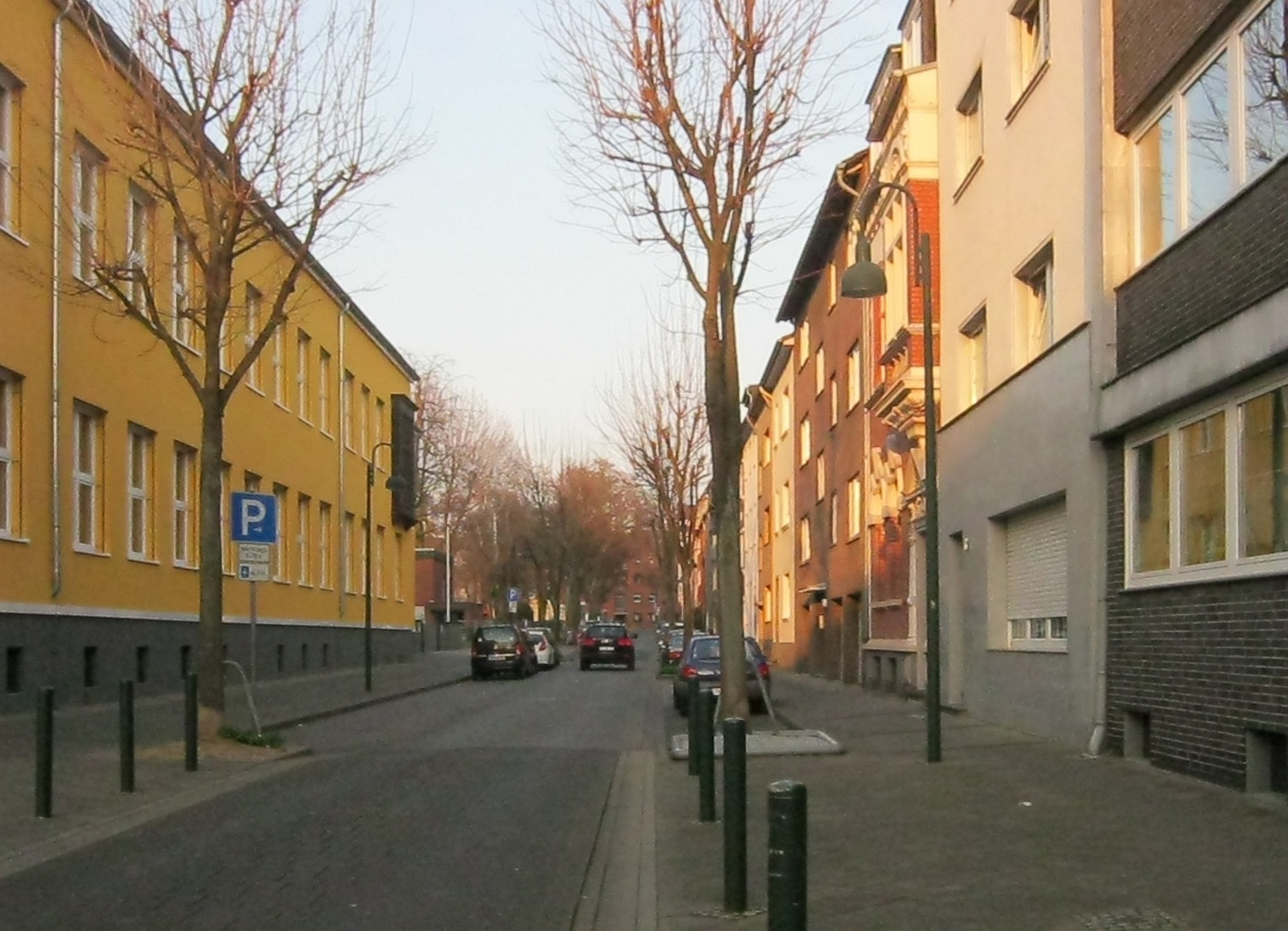
Die Viktoriastraße, links die Südschule

Die Viktoriastraße in der Kreisstadt Düren (Nordrhein-Westfalen) ist eine Innerortsstraße.

## Lage
Die Straße beginnt an der Friedrichstraße und verbindet diese als Einbahnstraße mit der Frankenstraße. Direkt an die Straße grenzt die Grundschule Südschule.

## Geschichte
Die Straße ist nach Victoria Adelaide Mary Louisa, Prinzessin von Großbritannien und Irland, Gemahlin Kaiser Friedrichs III., zudem Königin von Preußen und Deutsche Kaiserin, benannt.
Der Ausbau der parallel zur Eschstraße verlaufenden Straße begann 1900. Die Benennung erfolgte durch Ratsbeschluss vom 24. Januar 1900.